# Orde de la Casa Ernestina de Saxònia
L'Orde de la Casa Ernestina de Saxònia o, més literalment Ordre de la Casa Saxo-Ernestina (en alemany: Sachsen-Ernestinischen Hausorden) va ser un orde al mèrit dels ducats saxons d'Alemanya, instituïda pel Duc Frederic de Saxònia-Altenburg, el Duc Ernest I de Saxònia-Coburg-Gotha i el Duc Bernat II de Saxònia-Meiningen, el 25 de desembre de 1833 com un premi conjunt dels ducats saxons.

## Graus
En un començament, l'Order comptava amb cinc categories: 
- Gran Creu
- Creu de Comandant amb placa (com 1a Classe)
- Creu de Comandant (sense placa, com 2a Classe)
- Creu de Cavaller de 1a Classe
- Creu de Cavaller de 2a Classe

Els premis estaven reservats als oficials.
El 1864, una medalla de plata sobredaurada va ser sumada i després suprimida el 1918, en finalitzar la Primera Guerra Mundial. Medalles de plata i or també van ser associades a l'ordre.

## Ressorgiment Saxo-Coburguès de 2006
En 2006 el cap de la família ducal de Saxònia-Coburgo i Gotha, el príncep Andreu, va crear l'Ordre de la Casa Ducal Saxo-Coburg-Gothense. Està basada en l'antiga "Ordre dinàstica ducal Saxo-Ernestina".